# Центральный вокзал Милана
Центральный железнодорожный вокзал Милана (итал. Milano Centrale) является одним из крупнейших вокзалов Европы. Вокзал выполнен в стиле Ар-деко, хотя и не выдержан в нём целиком.

## История
Центральный вокзал Милана является одним из главных вокзалов Европы. Вокзал был торжественно открыт в 1931 году и заменил собой старый вокзал (1864 года постройки), который уже не справлялся с возросшим пассажиропотоком в связи с открытием Симплонского тоннеля в 1906 году.
За реконструкцию вокзала принялся архитектор Ulisse Stacchini, который взял за образец Union Station в Вашингтоне. Строительство происходило довольно медленно из-за разразившегося в Италии экономического кризиса после Первой мировой войны. Приход к власти Бенито Муссолини кардинально поменял облик вокзала. Сам проект, изначально довольно простой, становился всё более и более сложным и запутанным. В планы нового премьер-министра входило сделать вокзал таким образом, чтобы он представлял мощь и силу фашистского режима.
Основным изменением стало строительство стального купола по проекту Альберта Фава. Купол имеет 341 метр в длину, его площадь равняется 66 500 кв. м. Фасад вокзала имеет длину 200 метров и высоту 72 метра. Вокзал имеет 24 платформы. Примерный пассажиропоток в день составляет около 400 000 человек.

## Транспорт
Центральный вокзал расположен в районе зона 2. К нему ведут линии метро M2 и M3.
Стоянка такси находится прямо напротив вокзала. Автобусы останавливаются с западной стороны здания железнодорожной станции (площадь 4 ноября). Автобусы, следующие в аэропорты Linate, Malpensa и Orio al Serio, отправляются с восточной стороны вокзала (площадь Пьяцца Луиджи ди Савойя — Piazza Luigi di Savoia).